# サスケ (清涼飲料)
サスケ（SaSuKe）は、1984年にサントリーフーズが製造・販売した炭酸飲料。コカ・コーラに対抗する商品として登場したものの、1985年を以って販売終了となった。なお、現在は清涼飲料水の販売はサントリーフーズとサントリー食品インターナショナルがそれぞれ行っている。
当時としては斬新なコマーシャルが話題となった。キャッチコピーは、「コーラの前を横切るヤツ、冒険活劇飲料サスケ」。

## 特徴
コーラと同じような黒褐色の炭酸飲料である。リン酸とカフェインが含まれていない点が、他の炭酸飲料とは異なっている。これは消費者の健康指向に訴えたものである。背景としては1970-80年代にかけてリン酸は骨を弱くすると言われ、特にコーラを初めとする炭酸飲料の飲み過ぎは「発育期の子供に良くない」とする風潮があった。
チェリーや柑橘系のフレーバーをつけることで子供にも飲みやすい味にしてコーラとの差別化を目指したが、結果的にこの味が消費者に支持されず、本商品が短命に終わる大きな原因になった。
250ml缶と300ml瓶の2種類があった。外観は白黒の市松模様に「SaSuKe」のロゴが三段に配されている。

## コマーシャル
コカ・コーラに対抗するということで宣伝には力が入れられた。CMディレクターには、当時売れっ子であった川崎徹、コピーライターは糸井重里、アートディレクターに横尾忠則、CM音楽には坂本龍一が起用された。（その曲は坂本龍一のアルバム『CM/TV』に収録されている）。
CMは『仮面の忍者赤影』のような特撮忍者モノを彷彿させる時代劇調であるが、現代風の警官や電話が登場するなどシュールなものとなっている。非常に短いカット割りで構成され、着ぐるみの怪獣、少女忍者、警官、宣教師風の外国人が電話をとるシーン、コーラの前を横切る少女忍者（仙道敦子）のシーン、コップにサスケが注がれるシーンと場面が目まぐるしく変わるもので「つづく」のテロップで終わる（ただし、第2作は存在しない）。
コーラの前を猛スピードで横切るというシーンは、比較広告が許容されていない日本ではギリギリの表現であり、当時としては「画期的（あるいは挑戦的）なCM」と言われた。
テレビコマーシャルにおいて、神父役の外国人が発した「ナニィ?サスゥケェ?」という、日本語とは異なるイントネーションのセリフが印象的である。一部には「当時の小中学生の間で一時的に流行した」という説も存在する。

## 伝説の飲料
その味やCMが強烈だった上に、短期間の販売で終わった商品となってしまったこと、さらには販売地域が限られたこと（販売開始時は首都圏限定。CMでも当初はその旨の表示あり。その後関東近県へと拡大され、末期にはようやくほぼ全国で販売。このため、商品自体が知られないまま終売となった地域もある）から、今も伝説的な飲料として語られている。本商品の味を記憶している者は、比較品としてチェリーコークやドクターペッパーを挙げることが多い。
2005年にリリースされたグループ魂のシングル曲『君にジュースを買ってあげる♥』の曲中に挿入されているセリフに登場する。